# Rezi Lajos
Rezi Lajos (Veszprém, 1965. május 31. –) labdarúgó, hátvéd.

## Pályafutása
1982 és 1987 között a Rába ETO labdarúgója volt. Az élvonalban 1983. február 26-án mutatkozott be a Diósgyőri VTK ellen, ahol csapata 7–3-as győzelmet ért el. Tagja volt az 1982–83-as bajnokcsapatnak. A következő három idényben két ezüst- és egy bronzérmet szerzett a csapattal. 1987 és 1990 között a Zalaegerszegi TE csapatában szerepelt. Az 1992–93-as idényben visszatért a Rába ETO együtteséhez. Az élvonalban 99 mérkőzésen szerepelt.

## Sikerei, díjai
- Magyar bajnokság
  - bajnok: 1982–83
  - 2.: 1983–84, 1984–85
  - 3.: 1985–86
- Magyar kupa (MNK)
  - döntős: 1984[2]